# 电子人工喉
电子人工喉是一种大小与小型电动剃须刀類似的医疗设备，而且由电池供电。通常患者罹患喉癌後他們的喉部的會被切除，因而無法發聲。此時他們在电子人工喉的幫助下可以發聲說話。电子人工喉要放置在下颌骨附近的皮肤上，等到它产生振动後，患者就能正常说话了。在电子人工喉出現之前也有類似的醫療設備，人們稱之為机械人工喉。